# The Green Knight
The Green Knight ist ein Fantasy-Drama von David Lowery, das am 29. Juli 2021 in die deutschen und am darauffolgenden Tag in die US-Kinos kam. Die Grundhandlung des Films ist der mittelenglischen Ritterromanze von Sir Gawain und dem grünen Ritter entnommen. Keinen Zusammenhang mit dem titelgebenden Roman haben die Erlebnisse und Erfahrung, die der Filmprotagonist auf seiner Reise zum grünen Ritter macht, sowie die Gestaltung des Endes einschließlich der Auflösung der Geschichte.

## Handlung
Der junge Sir Gawain, Neffe von König Artus, pflegt einen ausgelassenen Lebensstil. Seine Abende verbringt er am liebsten trinkend in Bordellen. Um seine Tapferkeit auf die Probe zu stellen, beschwört seine Mutter, die Hexe Morgan le Fay, gemeinsam mit ihren Dienerinnen eine Prüfung für ihren lasterhaften Sohn herauf.

### Der Weihnachtsreigen
Am Weihnachtsabend macht sich Gawain auf den Weg nach Schloss Camelot, um an den Feierlichkeiten teilzunehmen. Plötzlich betritt eine berittene Gestalt, halb Mensch, halb Baum, den Thronsaal. Der gigantische Grüne Ritter stellt der versammelten Tafelrunde eine provokante Herausforderung: Wer von ihnen den Mut aufbringe, einen Schlag gegen ihn zu führen, der dürfe als Belohnung seine Axt behalten. Die einzige Bedingung: Sollte er den Schlag überleben, müsse sich der tapfere Mann genau ein Jahr später in der Grünen Kapelle einfinden, wo er seinerseits den Schlag erwidern dürfe.
Nur Gawain packt die Gelegenheit beim Schopf und nimmt die Herausforderung an. Mit dem Schwert Excalibur gelingt es ihm, den Grünen Ritter zu enthaupten. Zu Gawains großem Entsetzen erhebt sich der Totgeglaubte jedoch wieder und ergreift seinen abgetrennten Kopf, der daraufhin zu Gawain spricht und diesen an seinen Schwur erinnert: In einem Jahr werde er Gawain in der Grünen Kapelle erwarten und ihm seinerseits den Kopf abschlagen. Mit einem diabolischen Lachen entschwindet der Grüne Ritter daraufhin, während Gawain verstört zurückbleibt.

### Ein viel zu schnell vergangenes Jahr
Das nächste Jahr vergeht rasch. Während Gawain für seinen Mut gepriesen wird und an Reputation gewinnt, ändert sich seine Einstellung nicht: Er verbringt seine Tage nach wie vor trinkend und vergnügt sich mit seiner Geliebten Essel, die Gawain bittet, nicht zur Grünen Kapelle zu reisen. Erst als Artus seinen Neffen an seine Quest erinnert, macht sich Gawain auf den Weg zum Grünen Ritter, der sechs Tagesritte von Camelot entfernt in der Grünen Kapelle auf ihn wartet. Seine Mutter Morgan schenkt ihm zum Abschied ein grünes Tuch, in das sie einen Schutzzauber eingewebt hat, und versichert Gawain, dass ihm – solange er dieses Tuch trage – kein Unheil geschehen werde.

### Ein Akt der Güte
Auf dem Weg zur Grünen Kapelle begegnet Gawain auf einem offenen Feld einem Jungen, der Leichen auf einem frischen Schlachtfeld fleddert. Der Junge erklärt Gawain, dass er dem Fluss folgen solle, wenn er zur Grünen Kapelle gelangen wolle. Als Gawain sich jedoch daraufhin mit einem bloßen Dank von ihm verabschieden möchte, setzt ihm der Junge nach und ermahnt Gawain, ihm seine Hilfe besser zu entlohnen. Gawain wirft ihm schließlich doch eine Münze zu und reitet in die beschriebene Richtung davon. Jedoch stellt sich heraus, dass der Junge Gawain in eine Falle gelockt hat: Zusammen mit zwei weiteren Räubern stiehlt er Gawains Pferd, zerschlägt seinen Schild, raubt ihm Morgans magisches Tuch und nimmt auch die Axt des Grünen Ritters an sich. Gawain muss fortan zu Fuß weiterziehen.

### Eine Begegnung mit der heiligen Winifred
Spät nachts entdeckt Gawain eine scheinbar verlassene Hütte und legt sich dort schlafen. Er wird von einer Frauengestalt geweckt, die sich Gawain als Winifred vorstellt. Winifred führt ihn zu einem Tümpel hinter ihrem Haus und erklärt ihm, dass sie einst von einem Mann bedrängt worden sei. Als sie sich gegen diesen zur Wehr setzte, habe dieser sie enthauptet und ihren Kopf ins Wasser geworfen. Sie könne erst Ruhe finden, wenn ihr Kopf erneut mit dem Rest ihres Körpers vereint werde. Gawain fragt Winifred nach einer Gegenleistung für seine Hilfe, doch sie reagiert mit Unverständnis und Zorn. Daraufhin stürzt sich Gawain wortlos in den Tümpel und birgt Winifreds skelettierten Kopf vom Grund. Als er aus dem Wasser auftaucht, ist Winifred verschwunden. Auf ihrem Bett erkennt Gawain nun die kopflosen Überreste der Toten und vervollständigt Winifreds Körper. Ihr Geist erscheint ihm wieder und offenbart Gawain, dass der Grüne Ritter, nach dem er suche, jemand sei, den er kenne. Am nächsten Morgen findet Gawain die Axt des Grünen Ritters an der Wand lehnend vor und nimmt diese wieder an sich.

### Das Teilen der Beute
In der darauffolgenden Nacht gelangt er zu einer Burg. Erschöpft und kraftlos bricht er noch auf der Schwelle zusammen. Am nächsten Morgen wird er vom Burgherrn, dem Lord, begrüßt, welcher ihm aufgeregt von Gawains Ruf im ganzen Königreich berichtet. Dabei erklärt er Gawain auch, dass es erst der 21. Dezember sei – und sich die Grüne Kapelle unweit der Burg befinde. Er bittet Gawain, die wenigen Tage bis Weihnachten noch bei ihm und seiner Frau, der Lady, zu verweilen, die ebenfalls von den Taten ihres berühmten Gastes angetan ist.
Der Burgherr überredet Gawain zu einem ungewöhnlichen „Spiel“: Jeden Tag möchte der Burgherr den besten Teil seiner Beute Gawain überlassen; im Gegenzug soll Gawain dem Burgherren das geben, was ihm innerhalb der Burgmauern an Kostbarkeiten zuteilwird. In den kommenden Tagen verstärkt sich das Interesse der Burgherrin an Gawain zusehends. So beschenkt sie Gawain zunächst mit einem Buch, welches selbstverfasste Liebeslyrik enthält. Gawain jedoch hütet sich davor, dem Charme der Burgherrin zu verfallen.
Am nächsten Morgen erwacht Gawain mit der Herrin an seinem Bett, die ihm ein grünes Tuch präsentiert, welches sie angeblich selbst gefertigt habe und Gawain vor jeglichem Übel bewahren werde. Das Tuch gleicht dem Geschenk seiner Mutter, welches Gawain im Wald gestohlen wurde. Im Austausch für den Schutzzauber gibt Gawain den sexuellen Avancen der Lady schließlich nach. Als er dabei auf das grüne Tuch ejakuliert, wendet sich die Lady jedoch mit kalter Miene von ihm ab und verkündet ihm voller Verachtung, dass er kein Ritter sei. Daraufhin flieht Gawain verstört aus der Burg.
Im Wald trifft Gawain erneut auf den Burgherrn, welcher ihn an das gemeinsame Spiel erinnert. Gawain versucht, seinen Gastgeber abzuweisen, doch dieser beharrt darauf, dass Gawain sein Wort hält. Er küsst Gawain im Gegenzug für die Avancen seiner Frau auf den Mund – das grüne Tuch jedoch, welches Gawain wieder um seine Hüfte gebunden hat, erhält er nicht.

### Eine Enthauptung in der Grünen Kapelle
Schließlich gelangt er zu der Kapelle, wo der Grüne Ritter auf seinem Thron auf ihn wartet. Am nächsten Morgen erhebt sich der Ritter und ergreift seine Axt. Er fragt Gawain, ob er soweit sei, was Gawain bejaht. Als der Ritter jedoch zum Schlag ausholt, zuckt Gawain zurück.
Gawain überkommt eine Vision seines weiteren Lebens, wenn er sich seiner Âventiure entzöge: Zurück in Camelot wird Gawain vom todkranken König zum Ritter geschlagen und erhält nach Artus’ Tod dessen Krone, die jedoch – sobald sie Gawains Kopf berührt – mit Grünspan überzogen wird. Episodenartig sieht Gawain nun die künftigen Jahre seiner Herrschaft: Er zeugt einen Sohn mit Essel, den er ihr jedoch unmittelbar nach der Geburt wegnimmt. Essel selbst wird des Hofes verwiesen, stattdessen heiratet Gawain eine standesgemäße Edeldame. In der Hochzeitsnacht aber weigert er sich, sein grünes Schutztuch abzunehmen, wodurch die aufkeimende Leidenschaft zwischen ihm und seiner neuen Königin erkaltet. Gawain wird älter; die Unzufriedenheit im Königreich wächst. Sein Land wird von Kriegen und Hungersnöten überzogen. Gawains gemeinsamer Sohn mit Essel erliegt nach einer Schlacht seinen Verletzungen, woraufhin der König als gebrochener Mann nach Camelot zurückkehrt. In der aufgebrachten Menschenmenge erkennt Gawain auch die nun ebenfalls gealterte Essel, die ihn in stummem Vorwurf wortlos anblickt. Während weitere Kriege über das Land toben und Camelot vom Feind gestürmt wird, verharrt Gawain mit seiner Gattin und der gemeinsamen Tochter tatenlos auf seinem Thron. Schließlich bleibt er allein zurück und zieht das grüne Tuch aus einer klaffenden Wunde an seiner Hüfte hervor. Sobald er es vollständig aus seinem Körper gerissen hat, fällt sein Kopf augenblicklich von seinen Schultern.
Im Angesicht dieser Alternative nimmt Gawain sein Schicksal an und findet nun auch den Mut, dem Grünen Ritter gefasst entgegenzutreten. Hierfür reißt er das grüne Tuch von seiner Hüfte und wirft es zu Boden. Der Grüne Ritter lobt Gawain für seine Entscheidung und seine Tapferkeit und streicht ihm über den Hals. „Nun soll er also rollen“, sind die letzten Worte des Grünen Ritters.

## Produktion

### Stab und Aufbau

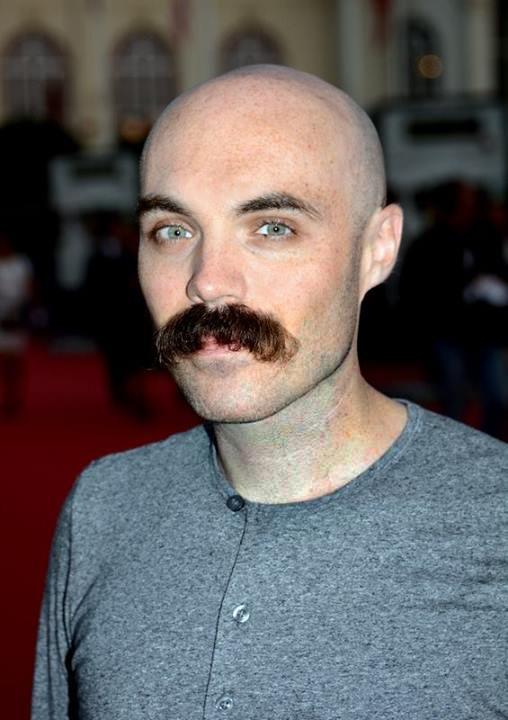
Regisseur David Lowery

Regie führte David Lowery, der auch das Drehbuch schrieb und den Filmschnitt verantwortete. Die Idee, einen Film wie diesen zu machen, kam ihm beim Wiederfinden seiner Willow-Actionfiguren. Zu dem Fantasyfilm aus dem Jahr 1988 des Regisseurs Ron Howard wurden im Jahr der Veröffentlichung von Tonka begleitend Movie Action Figures aus Plastik verkauft, so vom Titelhelden Willow Ufgood oder von Bavmordas Tochter Sorsha inklusive Pferd. Deren Mutter, der grausamen Königin Bavmorda, gespielt von Jean Marsh, wurde im Film prophezeit, dass sie eines Tages von einer Frau mit einem Geburtsmal am Arm entthront werde. Voller Panik erlässt sie den Befehl, alle neugeborenen Mädchen zu untersuchen und, falls das Mal gefunden wird, zu töten. Die kleine Elora entgeht allerdings ihrem Schicksal und wird vom ahnungslosen Nelwyn Willow, gespielt von Warwick Davis, der ein großer Zauberer sein möchte, gefunden. Lowery hatte den Film nach eigenen Aussagen mit sieben Jahren gesehen, und auch später habe er großen Einfluss auf ihn gehabt. Von Anfang an habe er sich für The Green Knight den Film zum Vorbild genommen, allerdings mit mehr Bewegung. Auch bei den visuellen Effekten oder dem Design der Rüstung habe man sich während der gesamten Produktion auf Willow bezogen.
Dies verband er mit der Geschichte von Sir Gawain and the Green Knight, einer Ritterromanze aus dem späten 14. Jahrhundert, die er im College gelesen hatte. In seinem Drehbuch habe er ihn weiterhin den Neffen von König Artus sein lassen, den jungen Mann jedoch zu einem noch nicht fertigen Ritter umgestaltet, der sein Potenzial noch nicht ausgeschöpft hat und noch zu Hause bei seiner Mutter lebt. So habe er als Einstieg einen klassischen Fall des Peter-Pan-Syndroms gewählt, einen Jungen, der nicht erwachsen werden will. Auch in seinem nächsten Film Peter Pan & Wendy, einer Adaption von Barries Peter Pan, wie auch in Lowerys vorherigem Film Elliot, der Drache ging es um das Erwachsenwerden. Aus der Zauberin Morgan le Fay, eigentlich Gawains Tante, machte Lowery in seinem Film dessen Mutter.
Filmkritiker David Rooney erklärt, Lowery halte an der Grundstruktur der Artusgeschichten fest, in denen sich ein junger Mann einer Herausforderung annimmt und dann während einer Odyssee der Selbstfindung verschiedene Prüfungen und Versuchungen bestehen muss, um seinen Mut und seine Ehre unter Beweis zu stellen. Sein Drehbuch nutze aber auch frei folkloristische Elemente aus walisischen, irischen und englischen Geschichten sowie der französischen Rittertradition des Mittelalters, um sowohl irdische als auch transzendentale/übernatürliche Begegnungen zu konkretisieren, die in der Originalgeschichte oft nur angedeutet werden. Der Film ist in Kapitel unterteilt, die Gawains beschwerliche Reise durch eine von rauen Elementen gepeitschte Winterlandschaft und voller Gefahren für Leib und Leben zum Ausdruck bringen.
Lowery ließ sich bei seiner Arbeit von Andrei Tarkowskis Andrej Rubljow und Kenneth Branaghs Henry V. inspirieren, der Film weise aber auch auf John Boormans Artus-Film Excalibur und Guillermo del Toros Pans Labyrinth hin, so Stephanie Zacharek.

### Besetzung und Kostüme
Die Hauptrolle von Sir Gawain besetzte Lowery mit Dev Patel. Im Film ist Gawain der Neffe von König Artus und Königin Guinevere, gespielt von Sean Harris und Kate Dickie, und der Sohn der Hexe Morgan Le Fay, gespielt von Sarita Choudhury. Alicia Vikander spielt in einer Doppelrolle Gawains Geliebte Essel und eine ihr ähnlich sehende Lady. Ralph Ineson spielt in der Titelrolle den Green Knight, Erin Kellyman spielt St. Winifred. In weiteren Rollen sind Joel Edgerton als ein Lord und Barry Keoghan als Scavenger zu sehen.
Die Kostüme entwarf Malgosia Turzanska.

### Synchronisation
Die deutsche Synchronisation entstand nach der Dialogregie von Rainer Martens im Auftrag der Iyuno Media Germany GmbH, Berlin.
| Darsteller       | Synchronsprecher     | Rolle         |
| ---------------- | -------------------- | ------------- |
| Dev Patel        | Julius Jellinek      | Gawain        |
| Alicia Vikander  | Yvonne Greitzke      | Essel/Lady    |
| Ralph Ineson     | Tilo Schmitz         | Grüner Ritter |
| Sean Harris      | Tobias Kluckert      | König         |
| Kate Dickie      | Kathrin Simon        | Königin       |
| Joel Edgerton    | Martin Kautz         | Lord          |
| Sarita Choudhury | Dana Friedrich       | Mutter        |
| Barry Keoghan    | Patrick Baehr        | Fledderer     |
| Erin Kellyman    | Giovanna Winterfeldt | Winifred      |

### Dreharbeiten, Szenenbild und Filmmusik

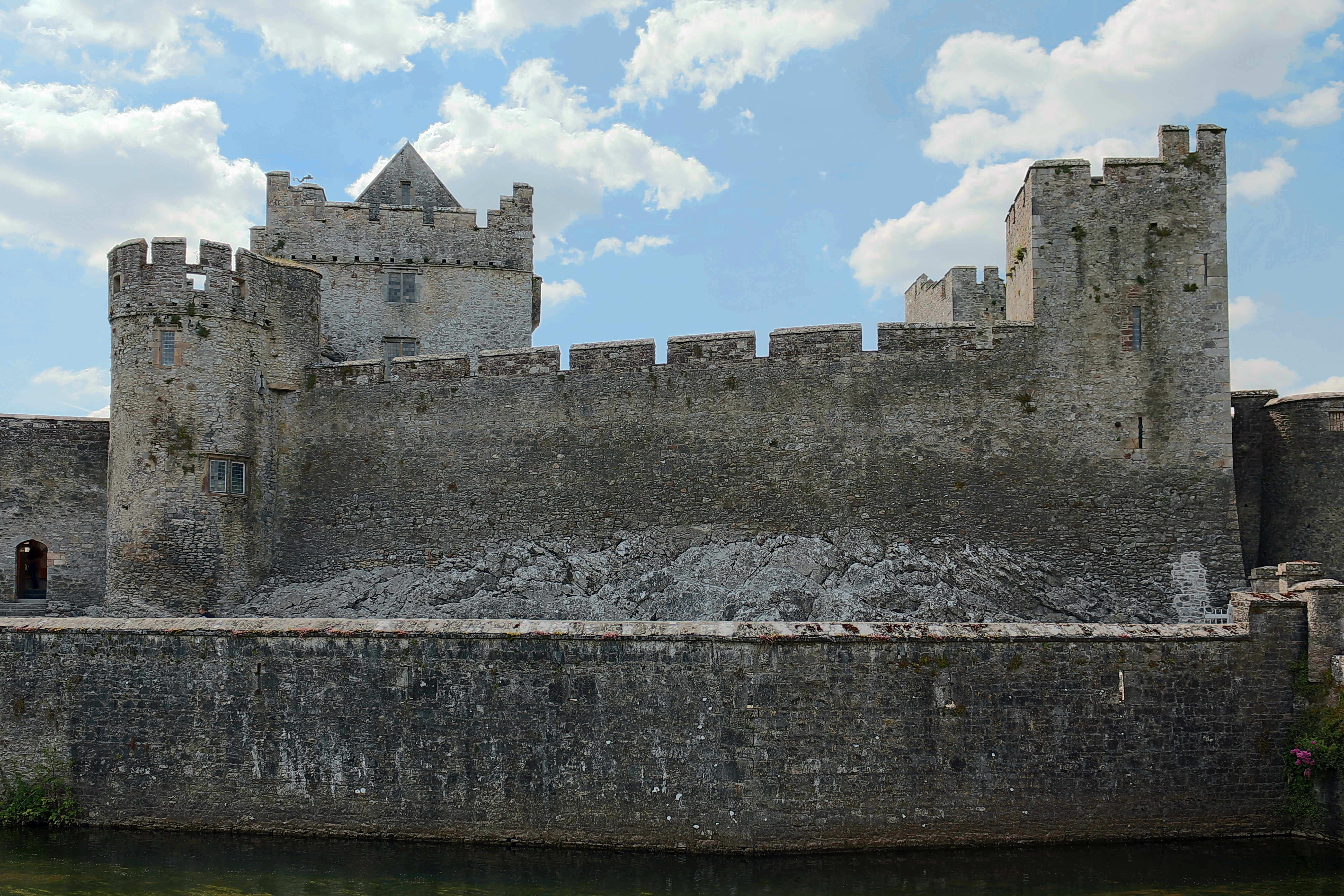
Einer der Drehorte: Cahir Castle in Tipperary

Die Aufnahmen entstanden im Jahr 2020 während des Corona-Lockdowns in Irland im County Tipperary und im County Wicklow, wo man in den ersten Monaten vor der Kulisse von Cahir Castle in Cahir drehte. Dass viele Aufnahmen in Irland an den gleichen Orten wie für Excalibur erfolgten, habe man erst während der Dreharbeiten festgestellt, so Lowery. Als Kameramann fungierte Andrew Droz Palermo.
Das Szenenbild entwarf Jade Healy, mit der Lowery bereits für A Ghost Story und Elliot, der Drache zusammenarbeitete.
Wie bei Lowerys vorherigen Filmen Ein Gauner & Gentleman und A Ghost Story komponiert Daniel Hart die Filmmusik. Das Soundtrack-Album mit 29 Musikstücken wurde am 30. Juli 2021 von Milan Records als Download veröffentlicht. Harts Arbeit befindet sich in einer Shortlist in der Kategorie Beste Filmmusik bei der Oscarverleihung 2022.

### Marketing und Veröffentlichung
Der erste Trailer wurde im Mai 2021 vorgestellt. Der Film sollte am 28. Mai 2021 in die deutschen und am darauffolgenden Tag in die US-Kinos und die Kinos im Vereinigten Königreich kommen. Letztlich erfolgte der US-Kinostart am 30. Juli 2021 und in Deutschland am Tag zuvor. Ebenfalls am 29. Juli 2021 kam er in die Schweizer Kinos. Ab Mitte August 2021 wurde er beim Odesa International Film Festival vorgestellt und Ende August 2021 beim Filmfestival Karlovy Vary gezeigt. Am 26. März 2022 wurde The Green Knight in das Programm von Amazon Prime Video aufgenommen.

## Rezeption

### Filmgenre und Altersfreigabe
Chris Schinke vom Filmdienst beschreibt The Green Knight als eine Coming-of-Age-Geschichte unter verkehrten Vorzeichen: „Anstatt der großen freiheitlichen Verheißung am Ende ins filmisch so häufig bemühte Licht der offenstehenden Möglichkeiten zu folgen, erwartet den Helden hier eine rätselhafte, dunkle Vorherbestimmung – in einem gewissen Sinne ein grausamer Witz, doch auch für ein solches Ende muss Gawain sich erstmal als würdig erweisen.“ Am Ende sei der Held jedoch innerlich herangereift und sich seiner Männlichkeit versichert. Bis dahin stelle Dev Patel den Ritter als einen in vielen Situationen gebrochenen und bisweilen auch schwankenden Helden dar.
Obwohl oft als Coming-of-Age-Film beschrieben, erhielt der Film in den USA von der MPAA ein R-Rating, was einer Freigabe ab 17 Jahren entspricht. In Deutschland wurde er von der FSK ab 16 Jahren freigegeben. In der Freigabebegründung wird auf einzelne düster-bedrohliche Passagen mit Gewaltdarstellungen verwiesen, das mittelalterliche Setting und der phantastische Charakter des Geschehens böten jedoch genug Entlastung.

### Kritiken und Einspielergebnis
Der Film konnte 89 Prozent der 275 Kritiker bei Rotten Tomatoes überzeugen und erhielt hierbei eine durchschnittliche Bewertung von 8 der möglichen 10 Punkte, womit er aus den 22. Annual Golden Tomato Awards als Erstplatzierter in der Kategorie Sci-Fi & Fantasy Movies der Filme des Jahres 2021 hervorging. Auf Metacritic erhielt er einen Metascore von 85 von 100 möglichen Punkten, basierend auf 49 Kritiken.

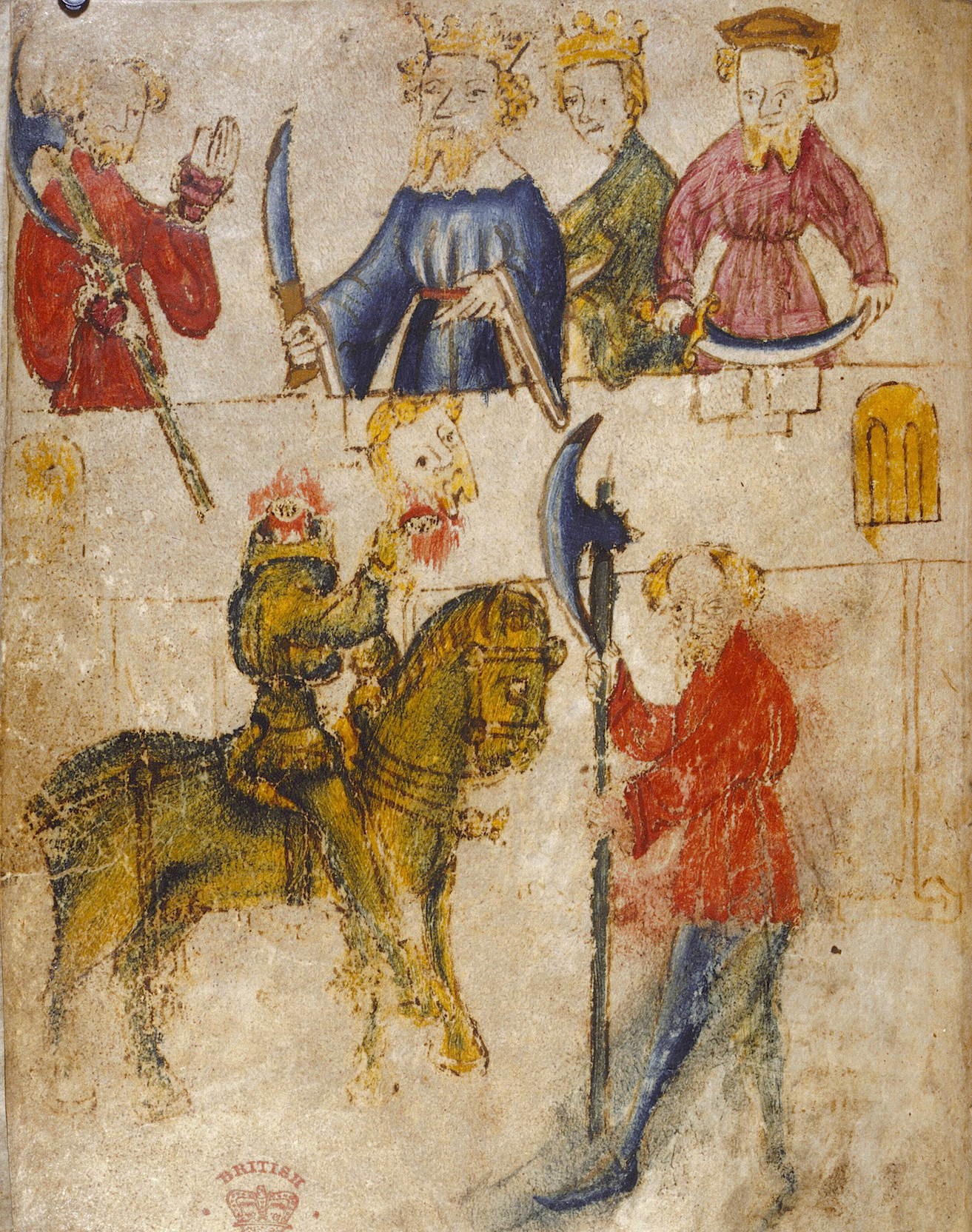
Miniatur aus der Handschrift Sir Gawayn and þe grene knyʒt

Brian Tallerico, der Herausgeber von rogerebert.com, schreibt, David Lowerys Drehbuch passe sich geschickt der poesievollen Struktur des Ausgangsmaterials an, kreise um Themen wie die Reimstruktur um ein Gedicht und entfalte seine Geschichte in filmischen Strophen, die sich wiederholen und sich gegenseitig kommentieren. Gawains Reise fühle sich immer mehr wie ein Traum an, als ob er das Bankett mit dem Grünen Ritter von Anfang an nie wirklich verlassen hätte, und der Film nehme durch eine zunehmende Orientierungslosigkeit an Fahrt auf. Gawains Reise sei nicht so sehr physischer, sondern mentaler und emotionaler Natur, und wie auch in seinen vorherigen Filmen gehe es in The Green Knight um die Sinnfrage einer menschlichen Existenz. Auch hier lasse Lowery dem Zuschauer unterschiedliche Lesarten des Films offen, wie bei einem Gedicht, das für jede Person, die es liest, von ganz individueller Bedeutung ist, und gerade genug Spielraum für Interpretationen, bleibe dabei selbstbewusst und lasse nie das Gefühl aufkommen, er wisse nicht, was er tue.

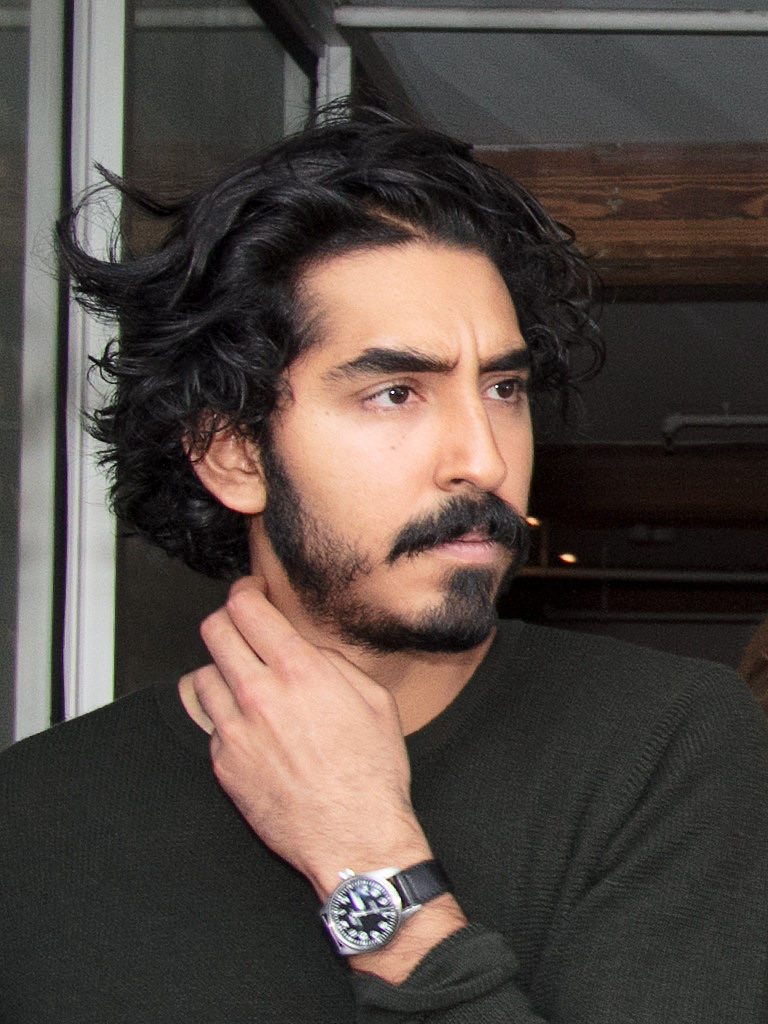
Der werdende Held, der anfänglich noch keine Geschichten von seinem Leben erzählen kann, wird von Dev Patel gespielt

Owen Gleiberman von Variety erklärt, der Film fühle sich an, als wäre er aus dem tiefsten, schlammigsten Sediment des Zeitalters des Rittertums gekratzt worden. Lowery setze bei der Dramatisierung der Geschichte um Gawain auf die Art der Entmelodramatisierung des Mittelalters, für die Robert Bressons Lancelot du Lac 1974 gefeiert wurde und habe so ein bewegendes christliches Gleichnis geschaffen, das heidnische Elemente verwendet, um in das Innere einer Christusgeschichte vorzustoßen. Der Protagonist träumt von dem Leben, das er hätte führen können, bis er die Kraft der Natur verspürt und sich einfach hingibt und lasse Gawain so zu einer Art Anti-Star-Wars-Held werden.
Thomas Schultze von Blickpunkt:Film bemerkt in seiner Kritik, was eine klassische Heldenreise sein könnte mit einem Protagonisten, der an den Aufgaben wächst, sei The Green Knight das Porträt eines jungen Mannes, der nicht über seinen Schatten springen kann, an den Erwartungen scheitert und mit seinen Makeln und Ängsten hadert. Dev Patel sei in einer unerwarteten, beherzten, kernigen Darstellung brillant in der Rolle des an sich selbst zweifelnden und verzweifelnden Gawain und wirke dabei wie ein ganz moderner Anwärter auf die Tafelrunde, ein bisschen wie James Dean in Jenseits von Eden, einer, der sich nirgendwo verstanden fühlt und nicht weiß, wo er hingehört.
Die Filmkritikerin Antje Wessels schreibt, Patel verleihe dem Film eine immense Traurigkeit, der auch eine bissig-süffisante Abrechnung mit den Begriffen Ehre und Männlichkeit sei, nicht im Gewand eines trockenen Aufklärungsfilms, sondern als mit Motiven des Horrorkinos angereichertes Fantasyspektakel.
Chris Schinke vom Filmdienst erklärt, halluzinatorisch gesteigerte und traumartige Darstellungsformen, Traum und Wirklichkeit, überlagerten sich im Film beinahe nahtlos, und was genau in manchen Szenen passiert, stehe der Interpretation offen. An Stelle überladener Metaphern und klischeehafter Symbole trete bei Lowery ein durchdachtes Signalsystem, das beim Zuschauer die Erwartungshaltung einer Auflösung aller offener Fragen geschickt unterläuft, und so sei The Green Knight zugleich Affektkino in Reinform und eine surreale Pracht.
Die weltweiten Einnahmen des Films aus Kinovorführungen belaufen sich auf 18,2 Millionen US-Dollar.

### Auszeichnungen
Gotham Awards 2021
- Nominierung als Bester Film
- Nominierung für das Beste Drehbuch (David Lowery)[32]

Hollywood Music in Media Awards 2021
- Nominierung für die Beste Filmmusik – Independent Film (Daniel Hart)[33]

London Critics’ Circle Film Awards 2021
- Nominierung als Bester britischer Film
- Nominierung für die Beste technische Leistung (Andrew Droz Palermo)[34]

National Board of Review Awards 2021
- Aufnahme in die Top-Ten-Independentfilme[35]

National Society of Film Critics Awards 2022
- Auszeichnung für die Beste Kamera (Andrew Droz Palermo)

Saturn-Award-Verleihung 2022
- Nominierung als Bester Fantasyfilm